# Mark Mitera
Mark Mitera (* 22. Oktober 1987 in Royal Oak, Michigan) ist ein ehemaliger US-amerikanischer Eishockeyspieler, der im Verlauf seiner aktiven Karriere zwischen 2005 und 2013 unter anderem annähernd 200 Spiele in der American Hockey League (AHL) auf der Position des Verteidigers bestritten hat.

## Karriere
Mark Mitera begann seine Karriere als Eishockeyspieler in der Saison 2003/04 im USA Hockey National Team Development Program und spielte in der Juniorenliga North American Hockey League (NAHL), wo er in 43 Spielen auf zwei Tore und 13 Assists kam. In der darauffolgenden Saison bestritt er 16 Partien und erreichte acht Scorerpunkte. Zur Spielzeit 2005/06 wechselte er an die University of Michigan. In vier Jahren absolvierte er 131 Partien und erzielte insgesamt 54 Punkte, wurde aber auch durch einen Kreuzbandriss lange außer Gefecht gesetzt. Während des NHL Entry Draft 2006 wurde er in der ersten Runde an 19. Position von den Anaheim Ducks aus der National Hockey League (NHL) ausgewählt. Im Verlauf der Saison 2008/09 war Mitera zunächst Mannschaftskapitän der Eishockeymannschaft der University of Michigan, wurde später allerdings durch Chris Summers ersetzt.
Nachdem Mitera am 30. März 2009 einen auf drei Jahre befristeten Vertrag bei den Anaheim Ducks unterzeichnet hatte, wurde er bis Saisonende 2008/09 zu den Iowa Chops in der American Hockey League (AHL) geschickt, in denen er in fünf Einsätzen zwei Punkte erreichte. Der Verteidiger begann die Spielzeit 2009/10 bei den San Antonio Rampage in der AHL, wurde aber schon nach wenigen Spielen zu den Bakersfield Condors in die ECHL geschickt. Nachdem er das Trainingscamp im September 2010 bei den Anaheim Ducks verbracht hatte, wurde Mitera bei der ersten Kaderreduktion zu den Syracuse Crunch in die AHL geschickt. Am 15. Juli 2011 transferierten ihn die Anaheim Ducks im Austausch für Mathieu Carle zu den Canadiens de Montréal. Er spielte dort die gesamte Saison 2011/12 bei deren Farmteam Hamilton Bulldogs. Die Spielzeit 2012/13 verbrachte der Verteidiger bei den Reading Royals in der ECHL. Im Anschluss an den Gewinn des Kelly Cups beendete der 25-Jährige seine aktive Karriere vorzeitig.

### International
Mitera vertrat sein Heimatland bei der World U-17 Hockey Challenge 2004, der U18-Junioren-Weltmeisterschaft 2005 und der U20-Junioren-Weltmeisterschaft 2006. Bei letzteren beiden Turnieren lief der Verteidiger außerdem als Assistenzkapitän der US-amerikanischen Auswahl aufs Eis. Sein größter Erfolg war dabei der Gewinn der Goldmedaille bei der U18-Junioren-Weltmeisterschaft 2005.

## Erfolge und Auszeichnungen
- 2008 Mason-Cup-Gewinn mit der University of Michigan
- 2008 CCHA Second All-Star Team
- 2013 Kelly-Cup-Gewinn mit den Reading Royals

### International
- 2005 Goldmedaille bei der U18-Junioren-Weltmeisterschaft

## Karrierestatistik

### International
Vertrat die USA bei:
- World U-17 Hockey Challenge 2004
- U18-Junioren-Weltmeisterschaft 2005
- U20-Junioren-Weltmeisterschaft 2006

(Legende zur Spielerstatistik: Sp oder GP = absolvierte Spiele; T oder G = erzielte Tore; V oder A = erzielte Assists; Pkt oder Pts = erzielte Scorerpunkte; SM oder PIM = erhaltene Strafminuten; +/− = Plus/Minus-Bilanz; PP = erzielte Überzahltore; SH = erzielte Unterzahltore; GW = erzielte Siegtore; 1 Play-downs/Relegation; Kursiv: Statistik nicht vollständig)